# Эль-Кала
Эль-Ка́ла, Ла-Каль (араб. القالة‎) — портовый город в Алжире, в вилайете Эль-Тарф, расположенный на побережье Средиземного моря в 90 км по железной дороге к востоку от Аннабы и в 16 км к западу от тунисской границы. Является центром алжирского и тунисского промысла кораллов. Гавань небольшая и подвержена северо-восточным и западным ветрам. Эль-Кала привлекает туристов как из самого Алжира, так и из-за его пределов, особенно в летнее время. Из-за наличия коралловых рифов у побережья одноимённый биосферный резерват является местом исключительной экосистемы и зоной биоразнообразия, охраняемой ЮНЕСКО.

### История
Ок. 1,8 млн лет назад на территорию распространились неандертальцы Олдувайской культуры.
1,76 млн. лет назад Олдувайская культура начала размываться Ашельской.
1,5 млн лет назад к размывающим Олдувайскую культуру добавилась Аббевильская.
Около 1 млн лет назад Олдувайская культура исчезает.
700 тыс. лет назад неандертальцев сменили атлантропы.
337 тыс. лет назад Аббевильская культура начала размываться культурой Леваллуа.
300 тыс. лет назад Аббевильская культура поглощена культурой Леваллуа.
150 тыс. лет назад началась деградация Ашельской культуры.
120 тыс. лет назад Ашельскую культуру сменяет Мустьерская.
В 90000 году до н.э. на территорию проникает Атерийская культура.
Прибежище морских пиратов в средние века.